# Wolfgang Barthels
Wolfgang Barthels (* 23. listopadu 1940, Malbork) je bývalý východoněmecký fotbalista, útočník.

## Fotbalová kariéra
Ve východoněmecké oberlize hrál za FC Hansa Rostock, nastoupil ve 221 ligových utkáních a dal 45 gólů. Ve Veletržním poháru nastoupil v 6 utkáních a dal 1 gól. Reprezentoval Německo na LOH 1964 v Tokiu, nastoupil v utkání proti Mexiku, dal 1 gól a získal s týmem bronzové medaile za 3. místo. Za východoněmeckou fotbalovou reprezentaci nastoupil v letech 1964-1965 ve 2 utkáních a dal 2 góly.

## Ligová bilance
| Ročník          | Zápasy | Góly |                  |
| --------------- | ------ | ---- | ---------------- |
| I. liga 1959    | 9      | 3    | Empor Rostock    |
| I. liga 1960    | 23     | 2    | Empor Rostock    |
| I. liga 1961/62 | 37     | 6    | Empor Rostock    |
| I. liga 1962/63 | 24     | 9    | Empor Rostock    |
| I. liga 1963/64 | 25     | 5    | Empor Rostock    |
| I. liga 1964/65 | 24     | 6    | Empor Rostock    |
| I. liga 1965/66 | 25     | 6    | FC Hansa Rostock |
| I. liga 1966/67 | 13     | 2    | FC Hansa Rostock |
| I. liga 1967/68 | 6      | 0    | FC Hansa Rostock |
| I. liga 1968/69 | 23     | 5    | FC Hansa Rostock |
| I. liga 1969/70 | 12     | 1    | FC Hansa Rostock |
| CELKEM I. liga  | 221    | 45   |                  |